# Nati nel 1204
| Questa pagina contiene informazioni ricavate automaticamente dalle voci biografiche con l'ausilio del template Bio e di un bot. L'aggiornamento è periodico e automatico e ricostruisce completamente la pagina. Se manca una persona in questa lista, sei pregato di non aggiungerla, ma accertati piuttosto che la sua voce biografica contenga il template Bio e che i dati anagrafici siano correttamente compilati. Se il template Bio manca, inseriscilo tu stesso o, in alternativa, metti l'avviso {{tmp\|Bio}} che ne segnala la mancanza. Se i dati riportati sono sbagliati, correggi direttamente la voce biografica; le modifiche saranno visibili in questa lista entro pochi giorni. Per chiarimenti vedi il progetto biografie. La lista contiene solo le 9 persone che sono citate nell'enciclopedia e per le quali è stato implementato correttamente il template Bio. Pagina aggiornata al 10 ago 2025. |

- 14 aprile - Enrico I di Castiglia, re († 1217)
- Anna Maria d'Ungheria, nobile ungherese († 1237)
- Anna di Boemia, nobile polacca († 1265)
- Manfredo III di Saluzzo, nobile italiano († 1244)
- Orda Khan, condottiero mongolo († 1280)
- Ottone I di Brunswick-Lüneburg, duca († 1252)
- Maria di Courtenay, imperatrice bizantina († 1228)
- Berenguela di León, principessa († 1237)
- Haakon IV di Norvegia, re († 1263)